# Lanco Hills Signature Tower
 (2015).
La Lanco Hills Signature Tower est un gratte-ciel résidentiel proposé à la construction à Hyderabad, en Inde. De forme pyramidale élancée et inclinée, il devrait atteindre 604 mètres de hauteur, avec 112 étages.